# 郭育才
郭育才（?—?），山東省萊州府濰縣人，清朝政治人物、進士出身。
光緒二十年（1894年），参加光緒甲午科殿試，登進士二甲40名。同年五月，改翰林院庶吉士。光緒二十一年四月，散館，以主事著以部属用。